# Lal Chand Yamla Jatt
Lal Chand Yamla Jatt (Punjabi: ਲਾਲ ਚੰਦ ਯਮਲਾ ਜੱਟ), más conocido como Yamla Jatt, fue un cantante indio de género folk de Punjab. Se caracterizó principalmente por su suave rasgueo del género tumbi y su estilo turbante conocido tradicional de la música "Turla". Muchos lo consideraban como el pináculo de la música Punjabi y además como el artista que podría decirse que sentó las bases de la música contemporánea.

## Biografía
Nació en Ram y Harnam Kaur, el 28 de marzo de 1914 y falleció el 20 de diciembre de 1991. Aunque se dice que su lugar de nacimiento fue en Chakk, no. 384 del distrito de Lyallpur en Pakistán, después de la Partición de la India en 1947, tras la guerra de independencia contra el yugo del imperio británico, se trasladó a este país junto con su familia. Se formó en canto y en diferente estilos musicales como el Pandit Dyall y Chaudhry Majid. Sus habilidades para componer y escribir, en sí se perfeccionó en una porción de otros géneros musicales como el Sundar Das Aasi. Casado con Ram Rakhi en 1930, tuvo dos hijas y tres hijos. Uno de sus hijos fue alcalde de Kartar Chand.

## Discografía
- Khedan De Din Chaar
- Jawani Meri Rangli
- Das Main Ki Pyar Wichon Khatya
- Satguru Nanak Teri Leela Neyaari